# Polkovnik Savovo, Dobrici
Polkovnik Savovo (în bulgară Полковник Савово, în română Duștubac) este un sat în comuna Tervel, regiunea Dobrici, Dobrogea de Sud, Bulgaria. 
Între anii 1913-1940 a făcut parte din plasa Curtbunar a județului Durostor, România. 

## Demografie
Componența etnică a satului Polkovnik Savovo
     Turci (83,24%)
     Bulgari (16,75%)
     Nicio identificare (0%)
     Altele (0%)
La recensământul din 2011, populația satului Polkovnik Savovo era de 197 locuitori. Din punct de vedere etnic, majoritatea locuitorilor (83,24%) erau turci, cu o minoritate de bulgari (16,75%). Pentru 0% din locuitori nu este cunoscută apartenența etnică.